# Philipp Erasmus Reich

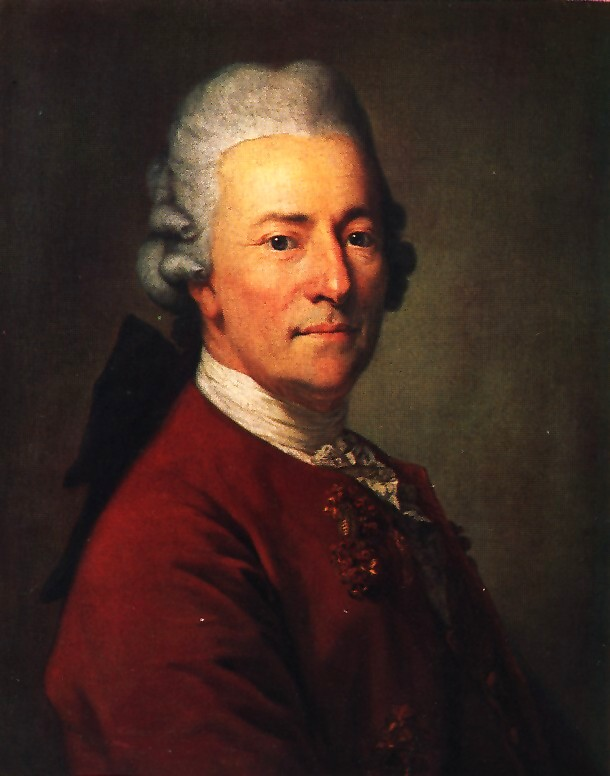
Philipp Erasmus Reich; Porträt von Anton Graff, 1774.

Philipp Erasmus Reich (* 1. Dezember 1717 in Laubach in der Wetterau; † 3. Dezember 1787 in Leipzig) war ein deutscher Buchhändler und Verleger.

## Jugend und Lehrjahre
Philipp Erasmus Reich wurde am 1. Dezember 1717 in Laubach in der Grafschaft Solms-Wetterau/Hessen geboren. Sein Großvater war protestantischer Pfarrer und sein Vater, Johann Jakob Reich, war promovierter Arzt, der die für seinen Beruf notwendigen Medikamente selbst herstellte. Nachdem Philipp Erasmus Reichs Mutter, Margarethe Louise Reich, 1719 gestorben war, heiratete sein Vater Johann Jakob Reich im Jahre 1720 die Kaufmannstochter Marie Magdalena Martini. Reich besuchte ab dem fünften Lebensjahr die Schule und wuchs in einem „Klima religiöser Toleranz, ausgeprägten bürgerlichen Selbstbewusstseins und der Zuwendung zu den modernen, exakten Naturwissenschaften wie der Medizin und Pharmazie“ auf, in welchem er deshalb „entscheidende Anregungen vom Vater empfangen“ hat. Auch scheint der Reichsgraf von Solms-Laubach als großer Bücherfreund einen bedeutenden Einfluss auf Reich und dessen Kontakt mit dem Medium Buch gehabt zu haben, wies dessen Bibliothek doch über 60.000 Bände auf, die auch Reichs Vater, dem Mediziner Reich, zugänglich gewesen sein dürften.
Von 1732 bis 1744 absolvierte Reich eine Buchhandelslehre bei Johann Benjamin Andreae d. Ä. (1705–1778) in Frankfurt am Main. Dessen Verlag, Andreae & Hort, genoss zu dieser Zeit ein relativ bedeutendes Ansehen, vertrieb er doch hauptsächlich Literatur mit dem Schwerpunkt Rechtswissenschaft, Geschichte und Theologie und druckte diese teilweise auch selbst. Nachdem Reich seine Lehre erfolgreich abgeschlossen hatte und bereits in Stockholm für die dortige Filiale der Weidmannschen Buchhandlung, mit der sein Frankfurter Lehrmeister verwandtschaftlichen Beziehungen pflegte, gearbeitet hatte, zog er 1744/45 endgültig nach Leipzig und übernahm dort erst einmal eine Anstellung als Diener bei der Weidmannschen Buchhandlung. In späteren Jahren, 1775, heiratete er Friederike Louise Heyl und erwarb 1776 ein Schlösschen in Sellerhausen bei Leipzig, in dem er in den folgenden Sommern einen bekannten und viel besuchten Salon unterhielt.

## Wirken in der Weidmannschen Buchhandlung
Nachdem er Geschäftsführer geworden war, knüpfte Reich vermehrt Kontakte zu neuen, jungen Autoren, die sich schriftstellerisch noch nicht etabliert hatten. Einige der einflussreichsten Autoren dieser Epoche, Christian Fürchtegott Gellert, Christoph Martin Wieland, Johann Georg Sulzer, Christian Felix Weiße und Johann Kaspar Lavater, ließen ihre Werke bei Weidmann und Reich verlegen. Besonders einträglich wurde die von Claude Buffier neu bearbeitete französische Grammatik von Robert Jean DesPepliers (Nouvelle Et Parfaite Grammaire Royale Françoise Et Allemande). Aus diesen Kontakten entwickelten sich teilweise Vertrauensverhältnisse, die weit mehr als nur gemeinsame wirtschaftliche Interessen zu Grunde hatten. Alte Bestände der Weidmannschen Buchhandlung wurden aufgelöst bzw. verkauft. Reich legte in nur wenigen Jahren einen kleinen, aber wichtigen Kreis an Mitarbeitern, Beratern und Vertrauten um sich herum an, dem er ein für jene Zeit erstaunliches Maß an Mitsprache in Verlags- und Buchhandelsangelegenheiten zusprach, was die spätere Bezeichnung des Verlags als einen „Verlag der Autoren“ erklärt. Er selbst dagegen beschränkte sich zunehmend auf den technisch-organisatorischen Bereich, indem er sich um die Druck- und Papierqualität, die Ausstattung der Verlagsprodukte und deren Absatz und Werbung kümmerte und weiterhin als Kommissionär für auswärtige Verleger tätig war.
Der wichtigste britische Autor, den Reich für den deutschen Markt verpflichtete, war Samuel Richardson, der durch seine Werke „Geschichte Herrn Carl Grandison“ und „Pamela“, das als erster Briefroman in der Literaturgeschichte angesehen wird, internationales Renommee erlangte und Reich zum bedeutendsten Importeur englischer und später auch italienischer Literatur machte. Die Beziehung zu Richardson war so eng, dass Reich diesen 1756 für einen längeren Zeitraum in England besuchte und sogar bei Richardsons Familie in deren Haus lebte.
Ein weiterer Meilenstein in Reichs Verlagstätigkeit kann zur Herbstmesse 1759 gesetzt werden, als Reich den Druck des „Catalogus Universalis“, den Leipziger Messkatalog, durch den Weidmannschen Verlag übernehmen ließ. Dieses halbjährlich erscheinende Verzeichnis aller im deutschen Sprachraum erscheinenden Bücher, welches durch Henning Große (1553–1621) im Jahre 1585 erstmals verlegt wurde, war das wichtigste buchhändlerische Informationsinstrument dieser Zeit und wurde von Reich sofort neu strukturiert. Die Übernahme dieses überregionalen und so einflussreichen Werkes verschaffte Reich eine Position auf dem deutschen Buchmarkt, die viele Buchhändler und Verleger von ihm abhängig machte, wollten sie doch ihre Veröffentlichungen in diesem Werk verzeichnet sehen. In der Zeit, in der Reich der Weidmannschen Buchhandlung erst als Geschäftsführer und ab 1762 auch als Partner vorstand, erschienen rund 1600 Werke im Verlag „Weidmanns Erben und Reich“, wodurch dieser als einer der größten deutschen Buchverlage seiner Zeit angesehen werden kann.

## Reformer des Deutschen Buchmarktes
Er reformierte den deutschen Buchhandel im 18. Jahrhundert, indem er gegen Selbstverlag und Raubdruck kämpfte, indem er 1764 als Anführer einer Gruppe deutscher Buchhändler den Besuch der bis dahin 250 Jahre lang in Frankfurt am Main abgehaltenen Buchmesse aufkündigte und nur noch auf der Buchmesse in Leipzig seine Werke vorstellte und indem er an Stelle des bis dahin herrschenden Tauschhandels den Barverkehr einführte. Zur Unterstützung seiner Maßnahmen versammelte er 1765 mehr als 50 Firmen in einer "Buchhandlungsgesellschaft", die aber nicht der Vorläufer des 1825 gegründeten Börsenvereins der Deutschen Buchhändler war.

### Die Absage an die Frankfurter Buchmesse
Im 18. Jahrhundert fanden sowohl in Frankfurt als auch in Leipzig mehrmals jährlich Buchmessen statt, auf denen die einzelnen Verleger ihre neuesten Werke präsentierten und zum Tausch anboten. Beide Standorte unterschieden sich jedoch zunehmend in ihrem Angebot, wurden doch in Frankfurt hauptsächlich lateinische Werke und Nachdrucke der norddeutschen Verleger getauscht, so hob sich Leipzig immer deutlicher als Standort für deutschsprachige und mehr zeitgenössische Werke hervor. Diese Unterschiede machten die Frankfurter Messe neben dem ebenfalls bedeutenden Faktor der zeitlichen Überschneidung mit der Leipziger Messe immer unattraktiver für die Leipziger Verleger. Auch wurden die Werke der Norddeutschen Verleger von der Kaiserlichen Bücherkommission in Frankfurt in ihrer Distribution behindert, da sie häufig reformatorisch-religiöse Inhalte behandelten.
1764 entschlossen sich zwölf Leipziger Verleger deshalb unter der Führung Philipp Erasmus Reichs, der Frankfurter Buchmesse von nun an fernzubleiben.

### Einführung des Nettohandels
Auf der Ostermesse 1760 kündigte Reich an, ein neues Zahlungsverfahren in Kraft treten zu lassen. Diese neue Handlungsart, der sogenannte Nettohandel, hatte entschiedene Veränderungen gegenüber dem zuvor in Deutschland üblichen Tauschhandel zur Grundlage; bisher wurden die Werke bogen- oder stückweise, ohne Ansehung der Qualität, auf der jährlich stattfindenden Leipziger Buchmesse von den Buchhändler-Verlegern miteinander getauscht bzw. verrechnet, was die hochwertig druckenden oder Autorenhonorar zahlenden Verleger und Verlage von illustrierten Werken zunehmend benachteiligte. 
Von nun an sollten alle Weidmannschen Verlagswerke bar bezahlt werden, es gab keinerlei Rückgaberecht dieser Werke an den Verlag mehr und es wurde nur noch ein geringer Rabatt von 15 % für die kaufenden Buchhändler gewährt. Als Gründe führte Reich die Qualität seiner Erzeugnisse, die durch die preußische Besetzung Leipzigs von 1756 bis 1763 hervorgerufenen allgemeinen Preis- und Steuererhöhungen und die veränderten Absatzmöglichkeiten an. Dieser Wechsel von Change- zu Nettohandel war der endgültige Übergang von der Tausch- zur Geldwirtschaft auf dem deutschen Buchmarkt. Diese Reform hatte entscheidenden Einfluss auf die in den folgenden Jahren stattfindende Entstehung von kapitalistischem Konkurrenzdenken im Buchmarktsektor und führte auch zur Trennung von Verlag und Sortiment.
Zugleich beförderte die Umstellung aber auch das Aufkommen von Nachdruckern, die dem Übergewicht des protestantischen Norddeutschland (Leipzig) preiswertere, allerdings oft durch die Zensur verunstaltete Nachdruckausgaben entgegenstellten, so der mit einem Nachdruckprivileg der Kaiserin Maria Theresia ausgestattete Freiherr von Trattner.

### Kampf dem Nachdruck und dem Selbstverlag
Nachdem Reich der Frankfurter Buchmesse 1764 den Rücken gekehrt hatte, forderte er zusammen mit einer Gruppe weiterer Kollegen des Buchhändlertums in einem Schreiben an den sächsischen Kurfürsten, die "Sicherheit bei unsern eigenen Unternehmungen" zu verstärken. Ihrer Meinung nach waren die existierenden Privilegien nicht mehr ausreichend und benötigten Überarbeit, um die Geschäfte und Investitionen der sächsischen Verleger abzusichern. Sie forderten demnach eine allgemeingültige Verlagsrechts-Gesetzgebung, sozusagen einen Vorläufer des heute gültigen Urheberrechts.
Nachdem Klopstock 1774 in seiner Schrift Die deutsche Gelehrtenrepublik dafür eingetreten war, die Schriftsteller von den Verlegern und Buchhändlern durch Selbstverlag zu emanzipieren, trug Reich in zwei anonym veröffentlichten Schriften seine Ansichten zu diesen Fragen vor: Zufällige Gedanken eines Buchhändlers über Herrn Klopstocks Anzeige einer gelehrten Republik (1773) und Der Bücher-Verlag in allen Absichten genauer bestimmt. An den Verfasser des Bücher-Verlags in Betrachtung der Schriftsteller, der Buchhändler und des Publikums erwogen (1773).

## Referenzen
1. ↑  Mark Lehmstedt: Philipp Erasmus Reich und die Buchmesse Frankfurt. FAZ.NET, 18. April 2014
2. ↑  Mark Lehmstedt: Philipp Erasmus Reich (1717 - 1787), Verleger der Aufklärung und Reformer des deutschen Buchhandels. S. 78.